# Faridpur (Uttar Pradesh)
Faridpur ist eine Stadt im indischen Bundesstaat Uttar Pradesh.
Die Stadt ist Teil des Distrikts Bareilly. Faridpur liegt ca. 226 km nordwestlich von Lucknow. Faridpur hat den Status eines Nagar Palika Parishad. Die Stadt ist in 25 Wards gegliedert. Sie hatte am Stichtag der Volkszählung 2011 78.249 Einwohner, von denen 41.111 Männer und 37.138 Frauen waren.